# Jake Paltrow
Jake Paltrow (Los Ángeles, 26 de septiembre de 1975) es un escritor, actor y director de cine estadounidense. Es hijo de Bruce Paltrow y Blythe Danner, hermano de Gwyneth Paltrow y primo de la también actriz Katherine Moennig. Junto a su hermana es también primo segundo de la congresista Gabrielle Giffords.

## Vida personal
Nacido como Jacob Danner Paltrow en Los Ángeles, California, hijo del director y productor de cine Bruce Paltrow y la actriz Blythe Danner. Su ascendencia es de judíos polacos y belarrusos, inglesa barbadense y alemana. Tuvo un Bar Mitzvah cuando cumplió sus 13 años.
Paltrow conoció a la artista y fotógrafa Taryn Simon en 1999 y se casaron en el año 2010; tienen dos hijos juntos.

## Carrera
El trabajo más importante de Paltrow fue dirigiendo algunos episodios de NYPD Blue como: Andy Appleseed (2003), Brothers Under Arms (2000) y Big Bang Theory (1999), siguiendo los pasos de su padre como director de televisión.
En 2006, hizo su debut como director de cine con la película The Good Night, que incluía a su hermana Gwyneth en el elenco. La película fue lanzada en el Sundance Film Festival del año 2007. Paltrow ha producido cortometrajes sobre actores para el New York Times. En 2014 dirigió, escribió y produjo el western de ciencia ficción distópico, Young Ones.

## Filmografía
| Año  | Título         | Director | Escritor | Productor | Notas                                     |
| ---- | -------------- | -------- | -------- | --------- | ----------------------------------------- |
| 2007 | The Good Night | Sí       | Sí       | No        |                                           |
| 2010 | Greenberg      | No       | No       | No        | aparece como Johno                        |
| 2014 | Young Ones     | Sí       | Sí       | Sí        |                                           |
| 2015 | De Palma       | Sí       | No       | Sí        | Documental Dirigido junto a Noah Baumbach |

| Año       | Título              | Director | Escritor | Notas          |
| --------- | ------------------- | -------- | -------- | -------------- |
| 1997–2004 | NYPD Blue           | Sí       | No       | Diez episodios |
| 1997      | High Incident       | Sí       | No       | Un episodio    |
| 2000      | The Others          | Sí       | No       | Un episodio    |
| 2004      | The Jury            | Sí       | No       | Un episodio    |
| 2013–2014 | Boardwalk Empire    | Sí       | No       | Dos episodios  |
| 2016      | Halt and Catch Fire | Sí       | No       | Un episodio    |